# 2017 en Iran
Cet article présente les faits marquants de l'année 2017 en Iran.

## Évènements
- 19 mai : élection présidentielle, Hassan Rohani est réélu.
- 7 juin : deux attentats à Téhéran.
- 12 novembre : séisme dans la province de Kermanshah à la frontière avec l'Irak.
- 1er décembre : séisme dans la province de Kerman.
- 28 décembre : début de manifestations contre les difficultés économiques et le gouvernement de Hassan Rohani.